# Julius von Pflugk-Harttung
Julius Albert Georg von Pflugk-Harttung, före 1876 von Harttung, född 8 november 1848 i Wernikow vid Wittstock, död 5 november 1919 i Berlin, var en tysk historiker.
Pflugk-Harttung blev filosofie doktor i Bonn, 1876 docent i historia vid universitetet i Tübingen och 1883 professor i Basel. Då hans starkt utpräglade tyska sympatier väckte motstånd lämnade han 1889 professuren av politiska skäl. Han flyttade till Berlin, där han 1893 anställdes vid preussiska geheimestatsarkivet och senare befordrades till geheime arkivråd. 
Av Pflugk-Harttungs många skrifter, som mestadels behandlar medeltidens historia, kan nämnas: Die Anfänge Kaiser Konrads II (1877), Norwegen und die deutschen Seestädte bis zum Schluss des 13 Jahrhunderts (samma år), Die Urkunden der päpstlichen Kanzlei vom X. bis XIII. Jahrhundert (1882), Iter italicum (1883), Die Anfänge des Johanniterordens in Deutschland (1898), Die Bullen der Päpste bis zum ende des 12. Jahrhunderts (1901) och Die Papstwahlen und das Kaisertum (1908). 
Pflugk-Harttung redigerade även "Weltgeschichte" (sex band, 1907-10, svensk upplaga "Världshistoria", bearbetad av Hans Hildebrand och Harald Hjärne  1912-21) samt lämnade i flera arbeten bidrag till äldre och nyare krigshistoria, såsom Perikles als Feldherr (1884), Krieg und Sieg 1870-71 (1895-96), Vorgeschichte der Schlacht bei Belle-Alliance (1903), 1813-1815. Illustrierte Geschichte der Befreiungskriege (1912), Das Befreiungsjahr 1813 (1913), Leipzig 1813 (samma år) och Der Kampf um die Freiheit der Meere (1917). Han utgav bland annat "Acta pontificum romanorum inedita" (tre band, 1879-88).